# گرازوئیه (کرمان)
گرازوئیه، یک آبادی از توابع بخش مرکزی، شهرستان کرمان در استان کرمان ایران است.

## جمعیت
این آبادی در دهستان سرآسیاب فرسنگی قرار دارد و براساس سرشماری مرکز آمار ایران در سال ۱۳۹۵، خالی از سکنه دائم بوده‌است.